# Made in the A.M.
Made in the A.M. е петият албум на британскo-ирландската момчешка група „Уан Дайрекшън“. Оглавява класациите за албуми във Великобритания и много други страни по света. От албума са издадени общо три сингъла – Drag Me Down, Perfect и History. Това е първият и единствен албум на групата като четиричленен състав след напускането на Зейн Малик.

## Списък с песните

### Оригинален траклист
1. Hey Angel – 4:00
2. Drag Me Down – 3:12
3. Perfect – 3:50
4. Infinity – 4:09
5. End of the Day – 3:14
6. If I Could Fly – 3:50
7. Long Way Down – 3:12
8. Never Enough – 3:33
9. Olivia – 2:57
10. What a Feeling – 3:20
11. Love You Goodbye – 3:16
12. I Want to Write You a Song – 2:59
13. History – 3:07

### Делукс издание
1. Temporary Fix – 2:55
2. Walking in the Wind – 3:22
3. Wolves – 4:01
4. A.M. – 3:29

### iTunes делукс издание
1. Зад кулисите от the Apple Music Festival 2015 – 5:52
2. Drag Me Down (на живо от the Apple Music Festival 2015) – 3:04

### Японско издание
1. Home – 3:14
2. Night Changes (Afterhrs Remix) – 3:40